# چیویتل اجیوفور
چیوِیتِل اِجیوفور (انگلیسی: Chiwetel Ejiofor) هنرپیشه اهل بریتانیا است. وی از سال ۱۹۹۵ میلادی تاکنون مشغول فعالیت بوده‌است.
وی برای بازی در فیلم دوازده سال بردگی کاندیدای دریافت جایزه اسکار بهترین بازیگر نقش اول مرد شد.

## زندگی‌نامه
چیوِیتِل اجیوفور در سال ۱۹۷۷ در لندن از پدر و مادری با اصلیت نیجریایی زاده شد. او در دوران مدرسه و در ۱۳ سالگی، به بازیگری علاقه‌مند شد و به تئاتر ملی نوجوانان پیوست تا تجربیاتش را در این زمینه افزایش دهد. وی سپس به «آکادمی موزیک و هنرهای دراماتیک لندن» پیوست اما یکسال بعد، از این آکادمی جدا شد چراکه استیون اسپیلبرگ برای بازی در فیلم معروف خودش آمیستاد، از چیوِیتِل دعوت به عمل آورد تا در کنار بزرگانی همچون مورگان فریمن و آنتونی هاپکینز ایفای نقش کند. حضور در «آمیستاد» درهای حضور در هالیوود را برای وی گشود و با موفقیت این فیلم، نام چیویتل اجیوفور نیز بر سر زبان‌ها افتاد. او پس از بازی در «آمیستاد» که با تحسین منتقدان مواجه شده بود، حضور محدودتری در سینما داشت و در عوض به صحنه تئاتر بازگشت و در چند نمایش تحسین‌برانگیز همچون نقش رومئو در نمایش «رومئو و ژولیت» اثر ویلیام شکسپیر، تحسین‌برانگیز ظاهر شد که سبب شد وی کاندید دریافت جایزه «ایان چارلرسون» شود. اما پس از سال‌ها حضور موفق در عرصه تئاتر، چیویتل توانست در فیلم چیزهای کثیف زیبا به عنوان نقش اصلی حضور پیدا کند که این حضور جایزه بهترین بازیگر نقش اصلی مرد از جشنواره فیلم‌های مستقل بریتانیا را برای وی به ارمغان آورد. در سالهای بعد، با نقش آفرینی‌های متفاوت و اغلب تحسین‌برانگیز خود در رادیو، تلویزیون و سینما، تبدیل به یکی از مورد اعتمادترین بازیگران بریتانیایی شده که همواره از او به عنوان یکی از گزینه‌های اصلی برای بازی در نقشهای متفاوت نام برده می‌شود.

## گزیدهٔ نقش‌آفرینی‌ها
- مرد نفوذی
- ۲۰۱۲
- فرزندان انسان
- گانگستر آمریکایی
- سالت
- ملیندا و ملیندا
- ۱۲ سال بردگی
- ز مثل زکریا
- مریخی
- آنتوان فیشر
- دکتر استرنج
- نگهبانانی از دیرباز
- بی‌نهایت
- واسپاری
- کمربند قرمز
- دکتر استرنج در چند جهانی دیوانگی
- نگهبانانی از دیرباز ۲
- نسل پاد
- راب پیس
- ونوم ۳: بگذارید کارنیج بیاید
- غبار سرخ